# Trifolium medium
Trifolium medium, llamado comúnmente trébol. es una especie herbácea de la familia de las fabáceas. Es originaria de Europa Central.

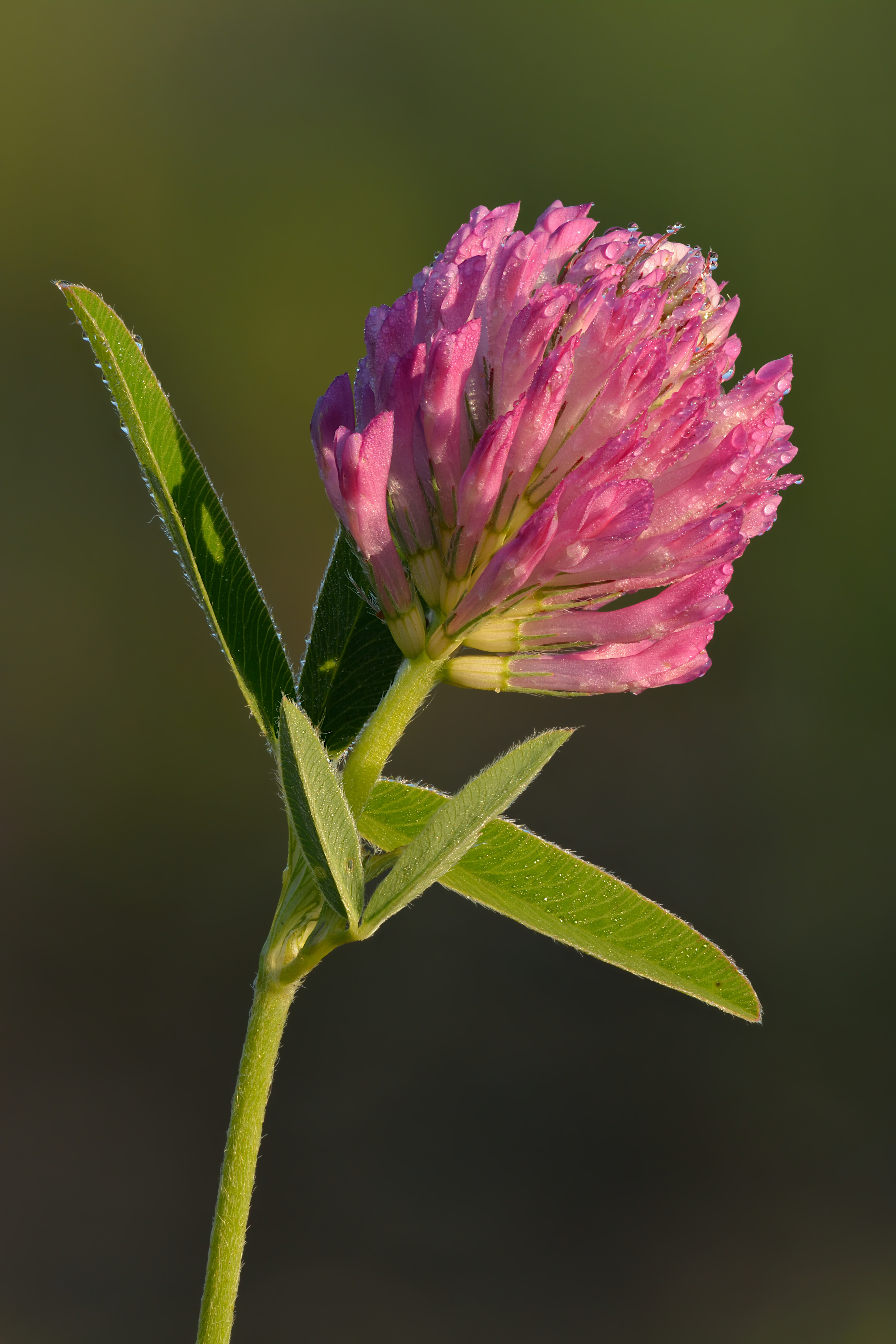
Flor

## Descripción
Es una planta perenne, herbácea, que alcanza un tamaño de entre 30 y 50 cm de altura. El tallo es ascendente y a menudo rojizo. Las hojas de 1,5 a 5 cm de largo y 0,8 a 2 cm, son  de forma elíptica. Por lo general, se compone de una sola inflorescencia esférica, generalmente de 2 a 3 cm de ancho y 3 cm de largo. La corona 15 a 18 mm de largo es de color púrpura, muy raramente blanca. .

## Taxonomía
Trifolium medium fue descrita por Carlos Linneo y publicado en Amoenitates Academici . . . 4: 105. 1759.
Citología
Número de cromosomas de Trifolium medium (Fam. Leguminosae) y táxones infraespecíficos:
2n=80 2n=84.
Etimología
Trifolium: nombre genérico derivado del latín que significa "con tres hojas".
medium: epíteto latino que significa "medio"
Sinonimia
- Trifolium flexuosum Jacq.

subsp. sarosiense (Hazsl.) Simonk.
- Trifolium sarosiense Hazsl.	[7]